# Юбилейная синагога
Юбиле́йная синаго́га (от чеш. Jubilejní synagoga), также известная как Иерусали́мская синаго́га (от Jeruzalémská synagoga) из-за своего расположения на Иерусалимской улице, является синагогой в Праге, Чехия. Она была построена в 1906 году, оформлена Вильгельмом Стяссны и названа в честь серебряного юбилея императора Франца Иосифа I.

## Оформление и история
Синагога выполнена в неомавританском стиле с декором в стиле модерн, особенно в интерьере. Она была недавно отремонтирована и до сих пор служит религиозным целям. С тех пор, как Чехословакия стала независимой в 1918 году, она стала называться «Иерусалимской синагогой» поскольку название «Юбилейная синагога» было получено в честь годовщины правления Франца Иосифа I в поверженной Австро-Венгерской монархии.
В синагоге сохранились именные таблички, снятые с бывшей синагоги Зигойнер (Zigeuner), разрушенные в ходе кампании по обновлению города, которая стала причиной строительства Юбилейной синагоги.
Фасад и форма синагоги представляют собой смесь неомавританского стиля и модерна с подковообразными арками на фасаде и на внутренних колоннах, поддерживающих «женские» галереи в здании с тремя бухтами. Особенно впечатляют красно-белые мудехарские линии на каменном фасаде. Внутри мавританские элементы облицованы блестяще расписанными узорами в стиле модерн.
После столетия открытости для публики в качестве молитвенного дома, за исключением периода нацистской немецкой оккупации, когда она использовалась для хранения конфискованного у евреев имущества, 1 апреля 2008 года Юбилейная синагога начала регулярно открывать свои двери для туристов и поклонников исторической архитектуры.

## Галерея

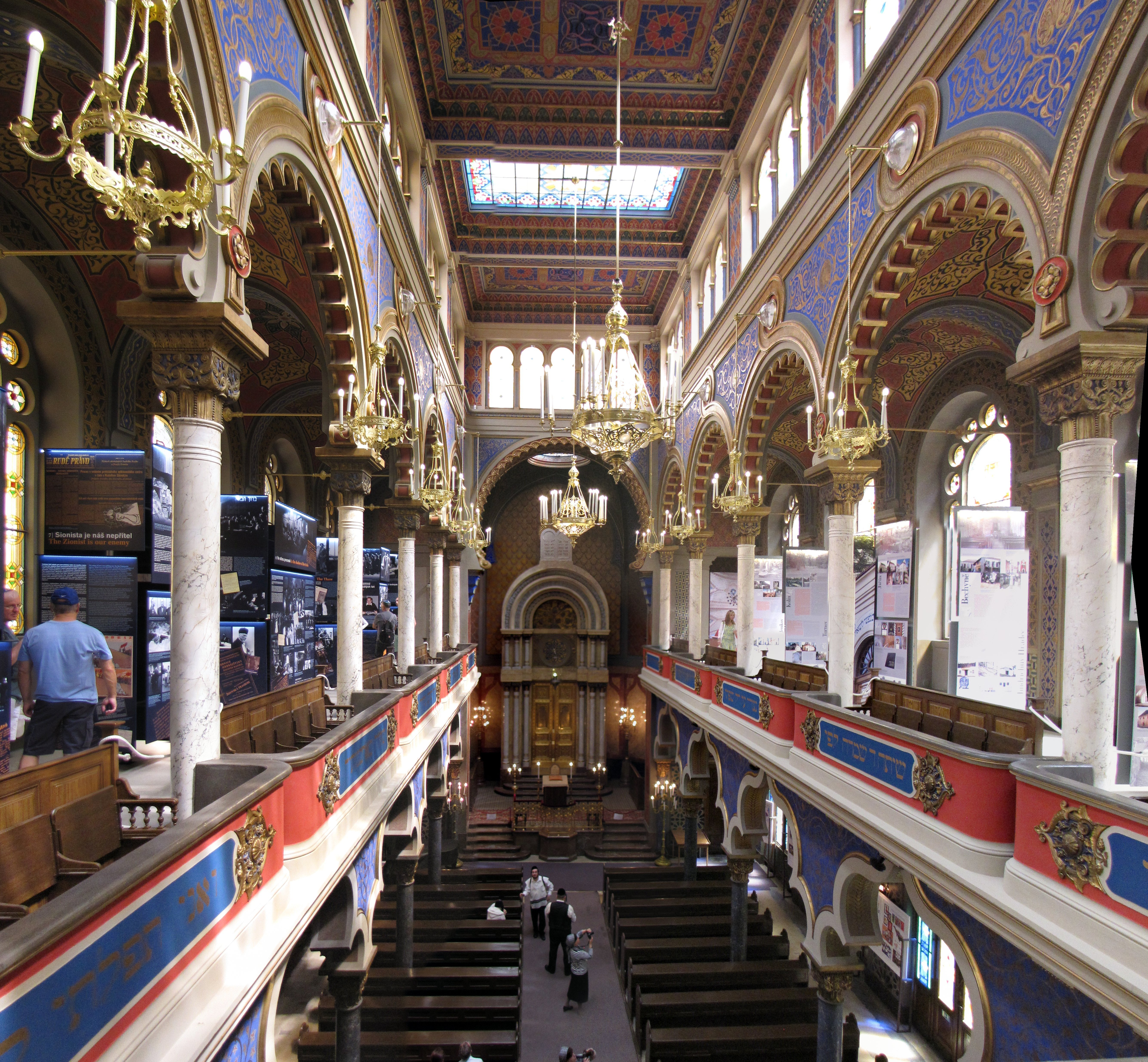
Интерьер синагоги
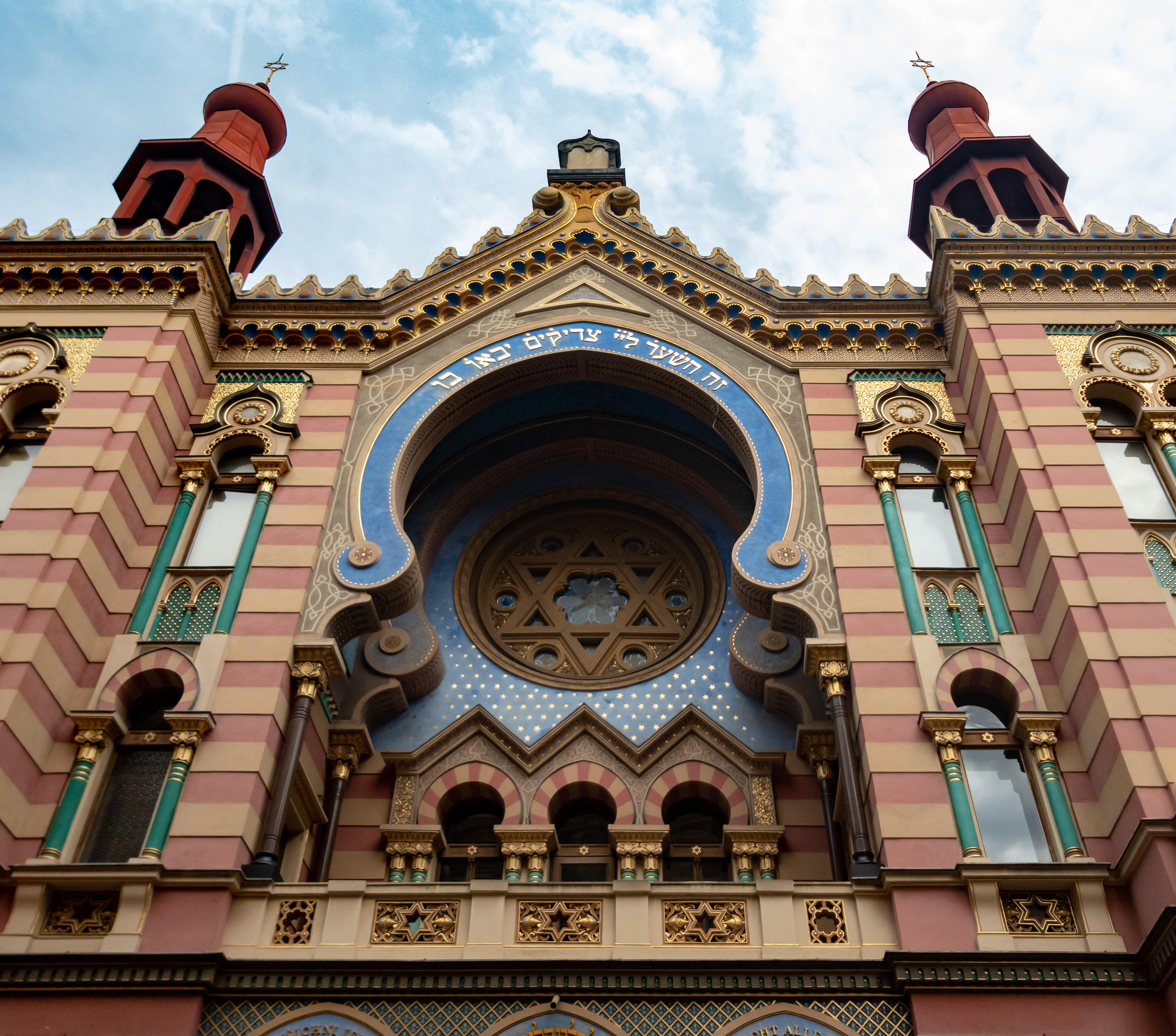
Фасад парадного входа содержит цитату «вот врата Господа; праведные войдут в них» (Пс. 117:20), однако Божие имя (יהוה‬) изменено на талмудическое написание (יי‎) с надстрочными точками над некоторыми буквами стиха